# Hillebrand Jenő
Hillebrand Jenő (Sopron, 1884. június 10. – Budapest, 1950. március 6.) magyar ősrégész, antropológus, az őskőkor tudományos kutatásának magyarországi úttörője, annak európai színvonalra emelője.

## Élete
Sopronban érettségizett, majd egyetemi tanulmányait a budapesti egyetem bölcsészkarán végezte. 1908-as disszertációjában hatalmas embertani anyagot dolgozott fel, ill. a fogazatról tett helyes megállapításokat. 1910-ben a Pázmány Péter Tudományegyetem Embertani Intézetében Török Aurél tanársegédjeként helyezkedett el, majd a Magyar Nemzeti Múzeumba került, ahol később a régészeti osztály vezetője lett.
1910-től a Földtani Társulat Barlangkutató Bizottságának, 1924-től pedig a Nemzetközi Anthropológiai Kongresszus állandó bizottságának is tagja lett. 1913-ban egyetemi magántanári habilitációt nyert, 1940-ben címzetes nyilvános rendkívüli egyetemi tanári címet kapott. A fiatal generáció elszánt nevelőjeként, az Embertani Intézetben is előadott.
Eleinte az antropológia érdekelte, később főleg az őskőkori problémák felé fordult, de kutatásait egészen a rézkorig kiterjesztette. A paleolitikum 1906-ban megindult rendszeres kutatásába már 1909-ben bekapcsolódott a Szeleta-barlang ásatásával, amit további magyarországi barlangfeltárások követtek. Átvette Kadić Ottokár pontos módszertanát, és előbb egyedül, majd Kormos Tivadar paleontológussal közösen végzett rétegkutatásokat az Istállós-kői-, a Balla-, a Büdös-pest, a Jankovich-, a Kis-kevélyi-, a Pálffy- és a Pes-kő-barlangban, a Puskaporosi- és a Pilisszántói-kőfülkében; ezek közül különösen a Balla és a Szeleta-barlangban talált leletek váltak jelentőssé. A Balla-barlangban találta meg hazánkban először az ősember csontmaradványait (egyebek között egy kis gyermekkoponyát), a Szeleta-barlang kőszerszámai alapján pedig egy külön csoportot (kultúrát) különítettek el.
Már 1913-ban arra a nézetre jutott, hogy a hazai protosolutrieni kőszerszámok egyidősek az aurignaciakkal, és függetlenek a nyugat-európai kultúrától. 1922-ben Gallus Sándorral közösen ő kezdte el Siófoktól délre, a Somogyi-dombságon a gravetti kultúra magyarországi vezérlelőhelyének tekintett Ságvár-Lyukasdomb feltárását. 1923-ban Bella Lajossal tárta fel a szkíta emlékeket őrző tápiószentmártoni lelőhelyet, 1928 és 1935 között pedig Leszih Andorral kutatta a mezolitikumi kovabányászat emlékeit a miskolci Avas dombon. Ezen kívül feltárásokat végzett a bronzkori Zagyvapálfa, valamint a rézkori Bodrogkeresztúr és Pusztaistvánháza lelőhelyeken is.
Az ősemberkutatás korszerű módszereit Párizsban, Marcellin Boule, Léonce Pierre Manouvrier, Hugo Obermaier és Henri Breuil professzorok tanítványaként és külföldi ásatásokon sajátította el. Cikkei és tanulmányai hazai és külföldi szaklapokban jelentek meg, így sikerült bekapcsolnia a hazai kutatást a nemzetközi tudományos vérkeringésbe.

## Fontosabb művei
- Újabb adatok az ember fogainak alaktanához; Stephaneum Ny., Bp., 1908
- Hillebrand Jenő–Bella Lajos: Az őskor embere és kultúrája, különös tekintettel hazánkra; előszó Lenhossék Mihály; Pantheon, Bp., 1921 (A Pantheon ismerettára)
- A pusztaistvánházi rézkori temető őstörténeti jelentőségéről; 1927
- A pusztaistvánházi korarézkori temető; előszó Hóman Bálint; Franklin, Bp., 1929 (Archaeologica Hungarica. A Magyar Nemzeti Múzeum régészeti kiadványai)
- Az őskőkor története; Magyar Szemle Társaság, Bp., 1934 (Kincsestár)
- Magyarország őskőkora; Magyar Történeti Múzeum, Bp., 1935 (Archaeologica Hungarica. A Magyar Nemzeti Múzeum régészeti kiadványai)
- Hillebrand Jenő, 1935: Die ältere Steinzeit Ungarns

## Emlékezete
Róla nevezték el a Lillafüred közelében, az Udvar-kőtől északkeletre található Hillebrand Jenő-barlangot.